# Les pêcheurs de perles
Les pêcheurs de perles (deutsch: Die Perlenfischer) ist eine Oper in drei Akten von Georges Bizet.

## Handlung
In Ceylon wird nach einem alten Ritual Zurga zum Oberhaupt der Perlenfischer gewählt. Leila, die neue Tempelpriesterin, soll Tag und Nacht für das Heil der Perlenfischer beten, um mit ihrem Gesang Schutz vor Unwetter und vor den Gefahren der See bei Brahma zu erflehen. Dazu muss sie schwören, verschleiert zu bleiben.
Da tritt der Jäger Nadir auf, ein Jugendfreund Zurgas. Zurga und Nadir erneuern einen alten Treueschwur: In ihrer Jugend drohte ihre Freundschaft an einer sich entwickelnden Liebe zu einem Mädchen zu zerbrechen; sie verzichteten beide auf das Mädchen, um ihre Freundschaft zu erhalten. Nadir bemerkt hinter dem Schleier der Tempelpriesterin ihre gemeinsame Jugendliebe Leila und bricht den Treueschwur, womit auch Leila gegen ihr Gelübde verstößt. Die Perlenfischer und Zurga bemerken den doppelten Eidbruch und fordern die Hinrichtung der Treulosen.
Vor der Hinrichtung überreicht Leila dem Ältesten Nourabad eine Kette, um sie vor den Flammen zu retten. Die Halskette ist das Geschenk eines jungen Flüchtlings, dem Leila vor vielen Jahren das Leben gerettet hatte. Da erkennt Zurga seine Kette und bereut seinen Hass. Er ersinnt einen Plan, Nadir und Leila zu befreien und das Liebespaar ziehen zu lassen. Er legt im Dorf Feuer und während die Perlenfischer den Brand löschen, löst er die Fesseln der Verurteilten. Dabei gesteht Zurga seinem Jugendfreund Nadir, dass er schon damals ihre innige Liebe bemerkt habe und sie aus Eifersucht habe zerstören wollen; dies sei der Grund für den Treueschwur gewesen. Zurga bleibt allein zurück.

## Musik
Die Musik der Oper, ein Vorspiel gefolgt von 16 ineinander komponierten Nummern, ist geprägt durch das exotische, fernöstliche Sujet, das sich in Rhythmik, Melodik und der (nur rekonstruierbaren) Instrumentation widerspiegelt. Herauszuheben ist die Arie des Nadir „Je crois entendre encore“, des Weiteren das Duett „Au fond du temple saint“ zwischen Zurga und Nadir. Neben den vier Personen kommt dem ständig präsenten Chor der Perlenfischer eine besondere wichtige Aufgabe zu: Er begleitet auch die emotionale Entwicklung der Charaktere.

## Rezeptionsgeschichte
Die Uraufführung war kein großer Erfolg. Trotz einer positiven Kritik von Hector Berlioz im Journal des débats erlebte die Oper zu Bizets Lebzeiten nur 18 Vorstellungen und geriet nach seinem Tod in Vergessenheit. Erst nach dem Tod des Komponisten und dem überwältigenden Erfolg seiner Oper Carmen erinnerte man sich der früheren Werke. Die Originalpartitur ist seit Langem verschollen, lediglich ein zeitgenössischer Klavierauszug ist noch erhalten. Daher kann heute nur noch eine rekonstruierte Fassung zur Aufführung gebracht werden.

## Aufnahmen/Tonträger
- Orchestre Lamoureux, Dirigent: Jean Fournet, mit: Pierrette Alarie, Léopold Simoneau, René Bianco, Xavier Depraz, Philips 1953
- Chor und Orchester der Opéra-Comique Paris, Dirigent: André Cluytens, mit: Martha Angelici, Henri Legay, Michel Dens, Louis Noguera, EMI 1954
- Chor und Orchester der Opéra-Comique Paris, Dirigent: Pierre Dervaux, mit: Janine Micheau, Nicolai Gedda, Ernest Blanc, Jacques Mars, EMI 1961
- Orchestre du Théatre National de l’Opera de Paris, Dirigent: Georges Prêtre, mit: Ileana Cotrubaș, Alain Vanzo, Guillermo Sarabia, Roger Soyer, EMI 1978
- Choeur et Orchestre du Capitole de Toulouse, Dirigent: Michel Plasson, mit: Barbara Hendricks, John Aler, Gino Quilico, Jean-Philippe Courtis, EMI 1989